# Thứ Sáu
Thứ Sáu là một ngày trong tuần và nằm giữa thứ Năm và thứ Bảy. Thứ Sáu trong một số tiếng phương Tây được lấy tên từ Sao Kim.
Tiếng Việt chịu ảnh hưởng từ tiếng Bồ Đào Nha vốn gọi ngày này trong tuần là sexta-feira, nghĩa là "ngày lễ thứ sáu". Một số ngôn ngữ khác như tiếng Ả Rập, tiếng Hy Lạp, tiếng Do Thái, tiếng Thổ Nhĩ Kỳ cũng gọi ngày trong tuần theo thứ tự đó.
Trong Tiếng Trung, ngày này được gọi là Tinh kỳ ngũ (chữ Hán: 星期五) nghĩa là kỳ sao thứ năm. Trong tiếng Nhật và tiếng Hàn, ngày này được gọi là Kim Diệu Nhật (Kanji/Hanja: 金曜日, Kana: きんようび - kin yōbi, Hangeul: 금요일 - geum yo il), nghĩa là "ngày Kim Diệu" hay "ngày Sao Kim".
Ở những nước làm việc năm ngày một tuần, thứ Sáu là ngày làm việc cuối cùng nên thường được dùng để tổ chức lễ lạc và nghỉ ngơi.
Ở phương Tây người ta tin rằng "thứ Sáu ngày 13" là một ngày xui xẻo, dễ bị ma quỷ quấy rối vì theo Kinh Thánh con số 13 trùng với 13 nhân vật có mặt tại bữa Tiệc Ly, còn Thứ Sáu là ngày Jesus bị đóng đinh trên cây thập tự. Thứ Sáu cũng là ngày Adam và Eva ăn trái táo cấm.
Thứ sáu còn là ngày lễ thánh của đạo Hồi.